# Archeocrypticidae
Archeocrypticidae là một họ bọ cánh cứng. Con trưởng thành và ấu trùng có vẻ như là saprophagous và thường được tìm thấy trong rác thực vật. Trên toàn cầu, có khoảngg 10 chi và 50 loài, hầu hết chúng phân bố ở pantropical. Loài Enneboeus caseyi đã được ghi nhận ở Nam Mỹ, Trung Mỹ và Mexico. Có khoảng 20 loài được tìm thấy ở Úc, như Enneboeus và Australenneboeus.